# Chie Tanaka

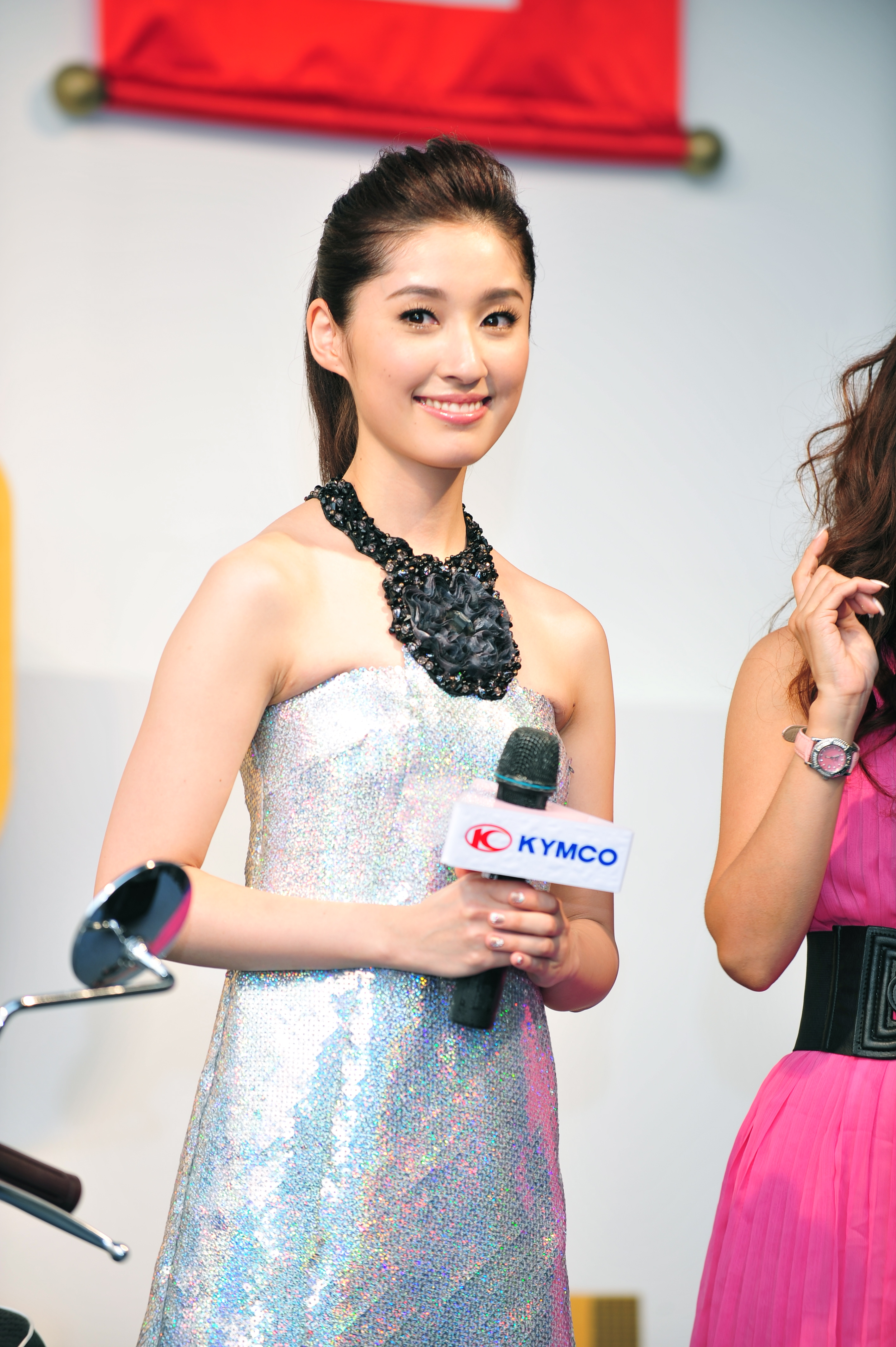
Chie Tanaka (2009)

Chie Tanaka (jap. 田中 千絵, Tanaka Chie; * 17. August 1981 in der Präfektur Tokio) ist ein japanisches Model und Schauspielerin, welche hauptsächlich in Taiwan arbeitet. Sie ist vor allem durch die Filme Cape No. 7 und Seediq Bale bekannt.

## Biografie
Ihr Vater ist der in Japan berühmte Visagist Tony Tanaka. Mit 17 Jahren spielte sie zum ersten Mal in einem TV-Drama (Bishōjo H) mit.
Anschließend studierte sie zuerst an der Tamagawa-Universität in Machida, Tokio. In der Hoffnung, ihre Karriere zu verbessern, zog sie im Juni 2006 nach Taiwan und belegte am Mandarin Training Center der National Taiwan Normal University einen achtmonatigen Chinesischkurs, während dessen sie keine Schauspielerei betrieb. Ihren Entschluss, Chinesisch zu lernen, begründete sie damit, dass sie in Japan keine künstlerischen Besonderheiten aufzuweisen hätte. Sie war bereits vor ihrem Sprachstudium in Taiwan im chinesischen Sprachraum durch ihre Mitarbeit an einigen Musikvideos und dem Film Initial D bekannt.
Kurz vor ihrem geplanten Rückflug im März 2007 wurde sie von dem Regisseur Wei Te-Sheng für die Rolle der Tomoko in dem Film Cape No. 7 ausgesucht, der auf sie in ihrem Blog aufmerksam wurde. Im Anschluss daran blieb sie in Taiwan.

## Trivia
Auf Chinesisch wird ihr Name Tiánzhōng Qiānhuì ausgesprochen. In Langzeichen wird ihr Name 田中千繪, in Kurzzeichen 田中千绘 geschrieben.

## Filmografie

### Filme
- 2002: Ping Pong (2002) (ピンポン)
- 2004: Drugstore Girl (ドラッグストア・ガール)
- 2004: Tange Sagen – Hyakuman ryō no tsubo (丹下左膳 百万両の壺)
- 2005: Initial D (頭文字D)
- 2005: Qingyi wo xinzhi (情義我心知)
- 2006: Haru no yuki (春の雪)
- 2008: Cape No. 7 (海角七號)
- 2009: Duibuqi, wo ai ni (對不起，我愛你)
- 2009: Aidaodi (愛到底)
- 2009: Aiqing 36 ji (愛情36計)
- 2010: Seediq Bale (賽德克·巴萊)
- 2011: Speed Angels (極速天使)
- 2011: Warriors of the Rainbow: Seediq Bale
- 2012: 2012 lai le (2012來了)
- 2013: Bianshen (變身)
- 2013: Chuzi xizi chuzi (廚子戲子痞子)

### TV-Dramen
- 1998: Bishōjo H (美少女H)
- 1998: Bishōjo H2 (美少女H2)
- 1999: Bishōjo H3 (美少女H3)
- 2002: Onna to Ai to mistery (女と愛とミステリー)
- 2003: Skyhigh (スカイハイ)
- 2004: Tokusō Sentai Dekaranger (特捜戦隊デカレンジャー)
- 2005: Kenkaku Shōbai (剣客商売)
- 2010: Xingguangxia de tonghua (星光下的童話)
- 2010: Zhizhe wudi (智者無敵)
- 2010: Mizhan Taiyangshan (密戰太陽山)
- 2011: Ni shi wo de yan (你是我的眼)
- 2011: Yangmu (養母)
- 2012: Ernüqing geng chang (兒女情更長)
- 2012: Xiaozhan (小站)
- 2012: Yizhe wudi (義者無敵)